# 東海林武雄
東海林 武雄（しょうじ たけお、1900年1月14日 – 1988年9月20日）は、日本の実業家。元旭電化工業社長、元日本専売公社（現・日本たばこ産業）総裁。

## 来歴・人物
秋田県生まれ、北海道小樽市育ち。旧制小樽中学校（現・北海道小樽潮陵高等学校）を経て、1925年早稲田大学政治経済学部を卒業。旭電化工業に入社する。1953年に社長に就任し、主に工業用マーガリンの製造販売を中心に業績を伸ばす。早大時代は浅沼稲次郎も加入していた左派学生団体「建設者同盟」で活動していたこともあり、修正資本主義派の論客としても知られ、1952年から1955年まで経済同友会代表幹事も務めた。
1962年、中山素平（日本興業銀行頭取）、佐々木直（日本銀行副総裁）らに請われ、経営不振に陥っていた藤山コンツェルンの中核企業日東化学工業の社長に就任、再建に尽力する。その後、1965年に大規模な選挙違反で引責辞任した阪田泰二の後任として日本専売公社総裁に就任、1969年まで務める。1970年にはジャンボ旅客機開発を巡るトラブルで社長以下全役員が辞表を出すという異常事態にあった日本航空機製造の社長に就任。これら問題企業の経営再建とともに、財界人として日中経済交流にも取り組み、1971年には東京経済人訪中団団長を務め、木川田一隆らとともに国交回復前の中国を訪問した。
中学時代からボート競技に熱中し、日本漕艇協会会長も務めた。
1988年9月20日、腹部大動脈瘤破裂のため死去。享年88。